# Isla Buddo
Isla Buddo (en urdu: جزیرہ بدو) (también conocida como Dingi) es una pequeña isla situada en el Mar Arábigo frente a las costas de Karachi, Sind, en Pakistán. La isla es también llamada como Dingi por los pescadores locales. Las Islas Buddo y Bundal sirven como un puerto temporal para los pescadores locales. Limpian sus redes y pescado seco en estas islas. Las Islas Bundal y Buddo comprenden 12.000 acres (49 km²) de tierra, y constituyen activos de la Autoridad Portuaria Qasim.